# قحطی نیشابور (۴۰۱ قمری)
قحطی نیشابور در سال ۴۰۱ (قمری) بر اثر سرمازدگی فراورده‌های کشاورزی که از سال ۴۰۰ (قمری) آغاز شد، روی داد؛ سرما مزرعه‌ها، کشت‌زارها و باغستان‌ها را بی‌بازده ساخت. روایت شده است در این زمان برف زیادی بارید تا شصت و هفت بار. حتی ثروتمندان نیز بی‌غذا ماندند. بنا به آنچه در تاریخ یمینی ذکر شده، در این زمان هر روز در برخی محله‌های نیشابور بیش از چهارصد نفر جان می‌باختند. کسی نمی‌توانست به کار غسل و تدفین جان باختگان برسد. مرده‌ها از این‌رو با لباس در دل خاک جای می‌گرفتند «و مرد و زن و پیر و جوان فریاد می‌داشتند و نان نان می‌زدند و بر جای سرد می‌شدند». مردم در این قحطی از هر راهکاری برای رفع گرسنگی بهره می‌گرفتند. برخی با گیاهان خشک گرسنگی‌شان را برطرف می‌کردند. کم‌کم غذا بسیار نایاب شد، مردم گرسنه استخوان از میان زباله‌ها برداشته، خرد کرده و از آن غذایی فراهم آورده، می‌خوردند. سپس محمود غزنوی فرمانی صادر کرد تا حکومتیان انبارهای غله را بگشایند و آنچه که در انبارها است میان مردم تهی‌دست تقسیم کنند.
افراد زیادی، در این قحطی، در نیشابور کشته شدند و کار به جایی رسید که کسی به غسل و تدفین و تکفین مردگان نمی‌رسید.
ابوسعد نیشابوری در این سال در رسیدگی به مستمندان غریب و کمک به مصیبت‌زدگان تلاش‌های بسیاری نمود.
مورخان نوشته‌اند که در سال ۴۰۰ هجری زمستانی سخت خراسان را فرا گرفت و «شست و هفت نوبت برف افتاد» و پیامدهای آن در سال ۴۰۱ قمری به صورت قحط غلایی پدیدار شد.شدّت تنگسالی در نیشابور بیش از دیگر شهرهای خراسان بود، چنان‌که برخی از مردم این شهر از فرط گرسنگی از کشتن و خوردن یکدیگر پرهیز نداشتند و «کسی را جرأت آن نبود که در محله‌های دوردست که از واسطهٔ شهر برکنار بود تردد کند» عتبی که این واقعه را بتفصیل شرح داده است، می‌گوید به دستور سلطان محمود غزنوی درگاه اِنبارهای دولتی را گشودند و غلّه را بر فقرا و مساکین صرف کردند و جان ایشان از چنگال و مِخلَب» گشودند. 